# Замок Крук (Вотерфорд)
Замок Крук (англ. Crook Castle) — один із замків Ірландії, розташований у графстві Вотерфорд.

## Історія замку Крук
Замок Крук у ХІІ столітті належав лицарям ордену Тамплієрів, що підтвердив Король Англії Генріх ІІ. Пізніше, після заборони ордену Тамплієрів замок став власністю лицарського ордену Госпітальєрів. Після цього він довгий час не згадувався в історичних джерелах. 1541 року в документах зазначається, що замок «Вілла Крук», що колись належала ордену Госпітальєрів, тепер дарована Вільяму Вайсу. 1584 року посаду каштеляна замку Крук отримав Ентоні Повер за участь у придушенні чергового повстання в Ірландії. У 1591 році Джобсон зображає замок Крук на своїй карті Вотерфорду. У документах 1650 року зазначається, що замок перебуває у власності сера Пітера Айлеворда з Файхлегг.
Споруда дістала свою назву після придушення повстання за незалежність Ірландії 1641—1652 років Олівером Кромвелем, коли вона була конфіскована у попередніх власників з родини Айлеворд і дарована офіцеру армії Кромвеля Генрі Аланду Круку. Сам Аланд був родом з Вілтширу. У XVIII столітті історик Чарльз Сміт називає Бойда Крука одним із землевласників Вотерфорда. Олександр Бойд одружився з Уріт Мейсон. Дойл на своїй карті зображає замок Крук. Судячи з усього, після смерті Олександра Бойда 1749 року замок завалився. У ХІХ столітті від замку вже мало що лишилося. Його розбирали на будівельні матеріали — для будівництва особняка Нова Женева потрібен був камінь.
1841 року руїни замку Крук докладно описав О'Донован. Він зазначав, що товщина стін перевищує 7 футів. Нині від замку лишилися убогі руїни — лише його південно-східний куток.